# Саут Ривер (Онтарио)
Саут Ривер (енгл. South River) је село у Канади у покрајини Онтарио. Према резултатима пописа 2011. у селу је живело 1.049 становника.

## Становништво
Према резултатима пописа становништва из 2011. у граду је живело 1.049 становника, што је за 1,9% мање у односу на попис из 2006. када је регистровано 1.069 житеља.
| 2006. | 2011. |
| ----- | ----- |
| 1.069 | 1.049 |